# Cyprus op het Eurovisiesongfestival 1999
Cyprus nam deel aan het Eurovisiesongfestival 1999 in Jeruzalem, Israël. Het was de 18de deelname van het land op het Eurovisiesongfestival. De CyBC was verantwoordelijk voor de Cypriotische bijdrage voor de editie van 1999.

## Selectieprocedure
Net zoals het voorbije jaar koos men ervoor om via een nationale finale de kandidaat en het lied aan te duiden voor het festival. Het festival vond plaats in de Monte Caputo Nightclub in Limasol en werd gepresenteerd door Loukas Hamatsos. In totaal deden negen liedjes mee aan de nationale finale. De winnaar werd gekozen door een jury.
| Volgorde | Artiest            | Lied                           | Punten | Plaats |
| -------- | ------------------ | ------------------------------ | ------ | ------ |
| 1        | Marlain Angelidou  | "Tha 'Ne Erotas"               | 225    | 1      |
| 2        | Riana Athanasiou   | "Moni"                         | 107    | 7      |
| 3        | Elena Tsolaki      | "Aspro Feggari"                | 116    | 5      |
| 4        | Christina Saranti  | "Adeio Feggari"                | 102    | 8      |
| 5        | Stelios Constantas | "Methysmeno Feggari"           | 125    | 4      |
| 6        | Giorgos Stamataris | "Maria"                        | 143    | 3      |
| 7        | Lucas Christodolou | "An Gyriseis"                  | 113    | 6      |
| 8        | Giorgos Gavriel    | "Pios Erotas Glykos"           | 88     | 9      |
| 9        | Demos Beke         | "Tha Sou Edina Oli Mou Ti Zoi" | 178    | 2      |

## In Jeruzalem
In Israël trad Cyprus als veertiende van 23 landen aan, na IJsland en voor Zweden. Het land behaalde een tweeëntwintigste plaats met 2 punten.

### Gekregen punten

#### Finale
| 12 punten | 10 punten | 8 punten | 7 punten              | 6 punten |
| --------- | --------- | -------- | --------------------- | -------- |
|           |           |          |                       |          |
| 5 punten  | 4 punten  | 3 punten | 2 punten              | 1 punt   |
|           |           |          | - Verenigd Koninkrijk |          |

### Punten gegeven door Cyprus

#### Finale
Punten gegeven in de finale:
| 12 punten | IJsland             |
| 10 punten | Israël              |
| 8 punten  | Denemarken          |
| 7 punten  | Noorwegen           |
| 6 punten  | Zweden              |
| 5 punten  | Litouwen            |
| 4 punten  | Verenigd Koninkrijk |
| 3 punten  | Malta               |
| 2 punten  | Kroatië             |
| 1 punt    | Oostenrijk          |

1981 · 1982 · 1983 · 1984 · 1985 · 1986 · 1987 · 1988 · 1989 · 1990 · 1991 · 1992 · 1993 · 1994 · 1995 · 1996 · 1997 · 1998 · 1999 · 2000 · 2001 · 2002 · 2003 · 2004 · 2005 · 2006 · 2007 · 2008 · 2009 · 2010 · 2011 · 2012 · 2013 · 2014 · 2015 · 2016 · 2017 · 2018 · 2019 · 2020 · 2021 · 2022 · 2023 · 2024 · 2025